# Inga organensis
Inga organensis är en ärtväxtart som beskrevs av Henri François Pittier. Inga organensis ingår i släktet Inga och familjen ärtväxter. Inga underarter finns listade i Catalogue of Life.